# Black Lady
A Black Lady a szerb Smak együttes 1978-ban megjelent nagylemeze, a Crna dama angol nyelvű változata. Az amerikai kiadás borítója eltérő.

## Az album dalai

### A oldal
1. "Black Lady" (3:32)
2. "Matter of Love" (5:15)
3. "Domestic Lesson" (7:40)

### B oldal
1. "Hello" (4:01)
2. "Suffer" (6:54)
3. "Tambourine" (3:38)
4. "Here Alone (Sad Once More)" (4:29)

## Közreműködők
- Boris Aranđelović – ének
- Radomir Mihajlović "Točak" – gitár
- Miodrag Petkovski "Miki" – billentyűs hangszerek
- Zoran Milanović – basszusgitár
- Slobodan Stojanović "Kepa" – dob

### Vendégzenész
- Maurice Pert – ütős hangszerek